# Battalion Wars 2
Battalion Wars 2 är ett datorkrigsspel till spelkonsolen Wii utvecklat av Kuju Entertainment och utgivet av Nintendo. Spelet ingår i spelserien Nintendo Wars. Spelet lanserades i Nordamerika den 29 oktober 2007, i Europa den 15 februari 2008, i Australien den 20 mars 2008 och i Japan den 15 maj 2008.
I spelet kan man använda Wii:s kontroll för att styra sin markör och på så sätt både ge order åt sina trupper och skjuta på motståndarens. Spelet gick att spelas via Nintendo_Wi-Fi_Connection, så att man kunde spela mot och med andra över internet.